# Stagione 1978-1979 di snooker
La stagione 1978-1979 di snooker è l'11ª edizione di una stagione di snooker. Ha preso il via nell'agosto 1978 ed è terminata nel giugno 1979, dopo sedici tornei professionistici, tre in più della stagione precedente, suddivisi in uno valido per la classifica mondiale, e quindici non validi, tre in più della stagione precedente.

## Calendario

### Main Tour
| N° | Date di gioco                          | Torneo                                  | N° edizione | Città       | Impianto                             | Vincitore       | Finalista         | Risultato           | Note   |
| -- | -------------------------------------- | --------------------------------------- | ----------- | ----------- | ------------------------------------ | --------------- | ----------------- | ------------------- | ------ |
| 1  | agosto 1978                            | South African Professional Championship | 1ª          | ?           | ?                                    | Perrie Mans     | Silvino Francisco | 9–5                 | [ 2 ]  |
| 2  | dal 16 agosto al 4 settembre 1978      | Canadian Open                           | 5ª          | Toronto     | Canadian National Exhibition Stadium | Cliff Thorburn  | Tony Meo          | 17–15               | [ 3 ]  |
| 3  | dal 23 ottobre 1978 al 28 gennaio 1979 | Forward Chemicals Tournament            | 1ª          | Manchester  | Royal Exchange Theatre               | Ray Reardon     | John Spencer      | 9-6                 | [ 4 ]  |
| 4  | 2 e 3 novembre 1978                    | Champion of Champions                   | 1ª          | Londra      | Wembley Conference Centre            | Ray Reardon     | Alex Higgins      | 11-9                | [ 5 ]  |
| 5  | dal 22 novembre al 1º dicembre 1978    | UK Championship                         | 2ª          | Preston     | Preston Guild Hall                   | Doug Mountjoy   | David Taylor      | 15-9                | [ 6 ]  |
| 6  | dal 1° al 15 dicembre 1978             | Australian Professional Championship    | 17ª         | Grafton     | ?                                    | Eddie Charlton  | Ian Anderson      | 29-13               | [ 7 ]  |
| 7  | 27 e 28 dicembre 1978                  | Pot-Black                               | 11ª         | Birmingham  | BBC Studios                          | Ray Reardon     | Doug Mountjoy     | 2-1                 | [ 8 ]  |
| 8  | dal 14 al 17 gennaio 1979              | Holsten Lager International             | 1ª          | Slough      | Fulcrum Centre                       | John Spencer    | Graham Miles      | 11-7                | [ 9 ]  |
| 9  | dal 22 al 26 gennaio 1979              | The Masters                             | 5ª          | Londra      | Wembley Conference Centre            | Perrie Mans     | Alex Higgins      | 8-4                 | [ 10 ] |
| 10 | dal 1° al 4 febbraio 1979              | Irish Masters                           | 2ª          | Kill        | Goffs Property                       | Doug Mountjoy   | Ray Reardon       | 6-5                 | [ 11 ] |
| 11 | dal 10 al 24 febbraio 1979             | Bombay International                    | 1ª          | Mumbai      | Bombay Gymkhana                      | John Spencer    | David Taylor      | Girone all'italiana | [ 12 ] |
| 12 | 20 e 21 febbraio 1979                  | Tolly Cobbold Classic                   | 1ª          | Ipswich     | Corn Exchange                        | Alex Higgins    | Ray Reardon       | 5-4                 | [ 13 ] |
| 13 | dal 20 al 22 marzo 1979                | Irish Professional Championship         | 4ª          | Belfast     | Ulster Hall                          | Alex Higgins    | Patsy Fagan       | 21-12               | [ 14 ] |
| 14 | dal 16 al 28 aprile 1979               | Campionato mondiale                     | 48ª         | Sheffield   | Crucible Theatre                     | Terry Griffiths | Dennis Taylor     | 24-16               | [ 15 ] |
| 15 | dal 5 al 12 maggio 1979                | Pontins Professional                    | 6ª          | Prestatyn   | Pontins                              | Doug Mountjoy   | Graham Miles      | 8-4                 | [ 16 ] |
| 16 | giugno 1979                            | Golden Masters                          | 2ª          | Newtownards | Queen's Hall                         | Ray Reardon     | Graham Miles      | 4-2                 | [ 17 ] |

Legenda:
      Titolo Ranking
      Titolo Non-Ranking